# Horizon City
Horizon City – miasto w Stanach Zjednoczonych, w stanie Teksas, w hrabstwie El Paso.

## Demografia
Według przeprowadzonego przez United States Census Bureau spisu powszechnego w 2010 miasto liczyło 16 735 mieszkańców, co oznacza wzrost o 219,8% w porównaniu do roku 2000. Natomiast skład etniczny w mieście wyglądał następująco: Biali 81,3%, Afroamerykanie 2,3%, Azjaci 0,5%, pozostali 15,9%.